# Béhencourt
Béhencourt is een gemeente in het Franse departement Somme (regio Hauts-de-France) en telt 353 inwoners (1999). De plaats maakt deel uit van het arrondissement Amiens.

## Geografie
De oppervlakte van Béhencourt bedraagt 7,1 km², de bevolkingsdichtheid is 49,7 inwoners per km².
De onderstaande kaart toont de ligging van Béhencourt met de belangrijkste infrastructuur en aangrenzende gemeenten.

## Demografie
Onderstaande figuur toont het verloop van het inwonertal (bron: INSEE-tellingen).